# Patti Page
Patti Page, nome artístico de Clara Ann Fowler (Claremore, 8 de novembro de 1927 - Encinitas, 1º de janeiro de 2013), foi uma cantora norte-americana.
Ela foi a cantora de maior sucesso nos anos de 1950, vendendo mais de cem milhões de discos.